# Hans Stoermann-Næss
Hans Henrik Stoermann-Næss (født 3. november 1886 i Bergen, død 10. december 1958 smst) var en norsk sejler, som deltog i OL 1920 i Antwerpen.
Ved OL 1920 deltog Stoermann-Næss i 12-meter klassen (1907 regel) i båden Atlanta, og da denne båd var eneste deltager, var guldmedaljen sikker, da båden gennemførte de tre sejladser. Henrik Østervold, Jan Østervold, Ole Østervold, Kristian Østervold, Lauritz Christiansen, Halvor Møgster, Rasmus Birkeland og Halvor Olai Birkeland udgjorde bådens øvrige besætning.
Hans Stoermann-Næss dyrkede ud over sejlsport også motorsport, især på is, hvor han konkurrerede i sin Studebaker fra 1916. Erhvervsmæssigt var han først kontorist hos en kulhandler, men siden blev han skibsmægler og blev i den forbindelse formand for Bergens skibsmæglersammenslutning.